# Munsö
Munsö était une île de Suède, qui à la faveur du rebond post-glaciaire a fusionné avec l'île Ekerö.

## Géographie
Située dans le lac Mälar, elle fait partie de la municipalité de Ekerö.

## Lien externe

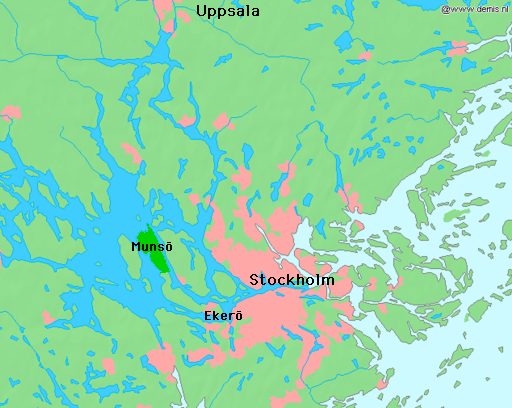
Situation de l'île Munsö

## Histoire
Son église date du XIIe siècle. 